# Alone in Heaven
Alone in Heaven è il terzo singolo estratto dall'album Stones Grow Her Name e quattordicesimo del gruppo musicale finlandese Sonata Arctica, pubblicato dalla Nuclear Blast il 30 agosto 2013.

## Tracce
Testi e musiche di Tony Kakko.
1. Alone In Heaven – 4:31
2. Somewhere Close To You (acoustic reprise) – 3:28

## Formazione
- Tony Kakko - voce/tastiera
- Elias Viljanen - chitarra
- Henrik Klingenberg - tastiera
- Tommy Portimo - batteria
- Marko Paasikoski - basso